# Анемас
Анемас Критський (Аль-Нуман) — син і співправитель еміра Абд-ель-Азіза. Під час операції з повернення Криту 961 року взятий до полону візантійським полководцем Никифором Фокою. Опісля знаходився у війську імператора Іоанна I Цимісхія в якості його охоронця.
Відзначився в боях русько-візантійської війни 970—971: 20 липня 971-го близ мурів Доростола вбив знатного руського воєводу Ікмора, другого опісля Свенельда. Наступної доби намагаючись усунути Святослава (князя від меча врятували щит і кольчуга) був оточений руськими воїнами і загинув разом зі своїм конем під ударами копій та мечів. Від Анемаса Критського пішов рід Анемадів, відомий у Візантії до XII ст.